# Șiria
Şiria (Világos en hongrois ; Hellburg en allemand) est une commune du județ d'Arad. Elle se compose de trois villages : Galşa, Mâsca et Şiria.

## Histoire
Le nom du village était autrefois Siri. Il est mentionné pour la première en 1169 sous le nom de Seuri. Le nom roumain actuel en découle. Le château était appelé autrefois Vilagǎș par les roumains. Le village de Galșa est cité en 1202-1203, et celui de Mîsca en 1331. L'origine du nom proviendrait du prénom allemand Sciri, ou du vieux sicule siri.
Le village est détruit en 1785 par l'armée des Habsbourgs. Le village est en 1849 le théâtre de la reddition de Világos : le 13 août 1849, le gros de l'armée hongroise, conduite par Artúr Görgey, dépose les armes face au général russe Rüdiger aux pieds du château de Șiria, mettant ainsi fin à la Révolution hongroise de 1848.

## Personnalités
- Coriolan Petran (parfois Petranu ; 1893-1945), premier historien de l'art roumain de Transylvanie, est né à Șiria.

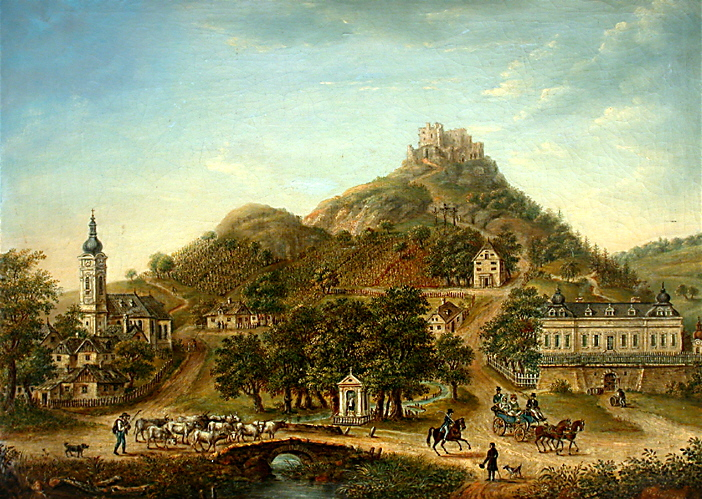
Peinture du village, peinture allemande de la première moitié du XIXe siècle.

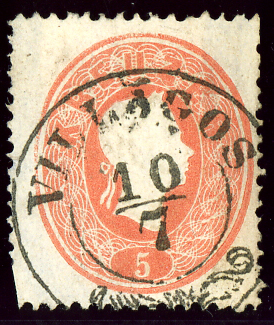
VILLÁGOS dans l'empire d'Autriche en 1861